# COME ALONG
『COME ALONG』（カム・アロング）は、1980年3月21日に発売された山下達郎通算1作目のコンピレーション・アルバム。2017年8月2日に2017年リマスタリング盤がアリオラジャパンから発売された。

## 解説
元々はシングル「愛を描いて -LET'S KISS THE SUN-」発売直後の1979年夏、レコード店での店頭演奏向けに制作された、販売促進用のアナログLP。企画は山下達郎自身ではなく、RVC（当時）の邦楽担当スタッフによるもの。山下が1976年から1978年までに発表したアルバム『CIRCUS TOWN』『SPACY』『GO AHEAD!』からのセレクトに、4月5日に発売されたばかりの最新シングル「愛を描いて -LET'S KISS THE SUN-」が収録され、A面は当時のディスコのDJ風の“Dancing Side”、B面をハワイのKIKIラジオ･ステーションの再現による“KIKI Station Side”というテーマに分けて構成された。山下の曲間にDJが入り、ノンストップで繋いでいくという構成で、DJを小林克也が担当し、さらに後に妻となる竹内まりやにも英語に堪能なため協力を仰いで制作された。随所に挿入されている短いジングルのうち、「蛍の光」は山下がFMの特別番組のために録音したアカペラの素材で、「ドリーム・オブ・ユー」は竹内まりやのヒット曲を山下がアレンジしたアルバム・ヴァージョンのイントロのアカペラ。
当初はプロモーション目的でのみ制作されたが、このレコードが店頭で流されるとリスナーからの問い合わせが多く寄せられるようになり、特にブレイクの兆しがあった関西地区での反応が大きくプレミアが付くまでになった。正式発売の要望がレコード店やリスナーから数多く寄せられ、RVCはその旨を山下に打診したが、山下は、この作品を正式なカタログとして発売することにかなり抵抗を感じていた。後年、その理由をライナーノーツで「自分の音楽は単なるBGMではないというトンガリは、若さゆえのツッパリも確かにあったでしょうが、当時の日本はロックやポップ・ミュージックといった音楽ジャンルがまだ十分な市民権を得ていなかった時代であり、美学やこだわりなしには正面切った活動などとても貫徹できなかったのです」と書いている。
結局、カセットだけの発売ならという条件で商品化され、1980年3月21日に発売された。その際にタイトルが収録曲「ついておいで」の英題「FOLLOW ME ALONG」と『Come Fly with Me!!』を合わせ、『COME ALONG』と改められた。
その後本作は山下のアルファ・ムーン移籍後の1984年に、『MOONGLOW』以降のAIRレーベル在籍時の楽曲を収録した『COME ALONG II』が制作され、LPとカセットで発売された際、同時に本作も（市販盤として）初LP化され、カセットも再発売された。
2002年、RCA/AIR時代のカタログのリマスター再発に当たり“『COME ALONG』はどうするのか”という問い合わせが多く寄せられたという。山下がマスターをチェックしたところ、販促用に急いで作られたアイテムゆえ、左右のステレオ・バランスの悪さや曲・ナレーションのレベルのいい加減さなど、オーディオ面では色々と問題はあったというが、リスナーには思い出の一つとして聞いてもらえることも確かで、お蔵入りにするのもちょっともったいないとの考えから、2002年のRCA/AIRカタログ全アイテム購入者を対象に応募者全員への特典として、非売品ながらカセット版以来の公認アイテムとしてリマスターにてCD化された。

## パッケージ、アートワーク
ジャケットには非公認盤LP、CDと同じデザインの鈴木英人によるイラストが使われた。

## 収録曲

### Side A [Dancing Side]
1. BOMBER （ボンバー）
  - Words by 吉田美奈子  Music by 山下達郎
  - ©1978 FUJIPACIFIC MUSIC INC.
2. LET'S DANCE BABY （レッツ・ダンス・ベイビー）
  - Words by 吉岡治  Music by 山下達郎
  - ©1978 JUN & KEI MUSIC PUBLISHERS, INC.
3. SOLID SLIDER （ソリッド・スライダー）
  - Words by 吉田美奈子  Music by 山下達郎
  - ©1977 FUJIPACIFIC MUSIC INC.
4. 愛を描いて -LET'S KISS THE SUN-[注釈 1]
  - Words by 吉田美奈子  Music by 山下達郎
  - ©1978 FUJIPACIFIC MUSIC INC.
  - 〜ドリーム・オブ・ユー
5. ついておいで (FOLLOW ME ALONG)
  - Words by 吉田美奈子  Music by 山下達郎
  - ©1978 FUJIPACIFIC MUSIC INC.
  - 〜蛍の光 （スコットランド民謡）
6. LAST STEP （ラスト・ステップ）
  - Words by 吉田美奈子  Music by 山下達郎
  - ©1976 ALFA MUSIC INC.

### Side B [KIKI Station Side]
1. LOVE SPACE （ラブ・スペイス）
  - Words by 吉田美奈子  Music by 山下達郎
  - ©1977 FUJIPACIFIC MUSIC INC.
2. WINDY LADY （ウインディ・レイディ）
  - Words & Music by 山下達郎
  - ©1976 FUJIPACIFIC MUSIC INC.
3. CIRCUS TOWN （サーカス・タウン）
  - Words by 吉田美奈子  Music by 山下達郎
  - ©1976 FUJIPACIFIC MUSIC INC.
4. 素敵な午後は
  - Words by 吉田美奈子  Music by 山下達郎
  - ©1977 FUJIPACIFIC MUSIC INC.
5. PAPER DOLL （ペイパー・ドール）
  - Words & Music by 山下達郎
  - ©1978 FUJIPACIFIC MUSIC INC.
  - 〜THIS COULD BE THE NIGHT
6. 潮騒 (THE WHISPERING SEA)
  - Words by 吉田美奈子  Music by 山下達郎
  - ©1978 FUJIPACIFIC MUSIC INC.

### クレジット (RTB-1002)
| DJ: KATSUYA KOBAYASHI & MARIYA TAKEUCHI                      |
|                                                              |
| CD Mastering Engineer : 原田光晴 (On Air Azabu)              |
| Illustration : 鈴木英人                                      |
| CD Design : 高原宏 & 上原加代                                |
|                                                              |
| Originally Released in 1980/03/21 as CASSETTE (AIR ART-8003) |

## 2017年リマスタリング盤

### 解説
2017年8月2日にワーナーミュージック・ジャパンから『COME ALONG 3』が発売されるのを機に、あらためて山下がマスタリングに関わり、2017年最新リマスタリング盤として『COME ALONG 2』とともに再発売された。ライナーノーツは2002年の非売品CDのために書き下ろされた、山下による“「カム・アロング」について”を加筆訂正したものを再掲載（『COME ALONG 2』にも同一のライナーノーツを掲載）。
『COME ALONG』と『COME ALONG 2』は小林のナレーションを入れる際に、マスターから1回プリントしてその上にナレーションをかぶせ2トラックに再度ミックスしたのでマスターが2世代まで落ちていた。音質低下はアナログでは改善のしようがなかったが、デジタル・マスタリングでは上の世代の音質に近づける技術があるため、オリジナルマスターのソースの都合でハイ落ちはしているものの、菊地功のマスタリングによりアナログよりも良い音になったという。

### リリース、プロモーション、マーケティング
『COME ALONG』『COME ALONG 2』とワーナーミュージック・ジャパンから発売された『COME ALONG 3』の3アイテム連動購入者特典として、“3枚のディスクを収納できるスペシャル三方背BOX”が抽選で300名にプレゼントされた。

#### カセットテープBOX
『COME ALONG』シリーズ、33年ぶり3作目となるCDリリースを記念して、『COME ALONG』シリーズ1〜3セットにしたカセットテープBOX、カセットプレイヤー、そして『COME ALONG 3』のジャケット写真Tシャツが、レコチョク系のサイト「WIZY」から予約者のみに限定販売された。『COME ALONG』シリーズ1〜3カセットテープBOXには、全曲ダウンロードできるダウンロードコード付き。カセットプレーヤーがセットになったプラン（税込・送料込17,000円）、『COME ALONG 3』プリントTシャツがセットになったプラン（同11,600円）、カセットテープBOXのみのプラン（同8,900円）が用意され、それぞれ457人、108人、201人が予約および購入した。

### 収録曲
DJ:KATSUYA KOBAYASHI & MARIYA TAKEUCHI
| #  | タイトル                                                               | 作詞       | 作曲     |                                        | 時間 |
| -- | ---------------------------------------------------------------------- | ---------- | -------- | -------------------------------------- | ---- |
| 1. | 「BOMBER（ボンバー）」                                                 | 吉田美奈子 | 山下達郎 | ©1978 FUJIPACIFIC MUSIC INC.           | 5:12 |
| 2. | 「LET'S DANCE BABY（レッツ・ダンス・ベイビー）」                       | 吉岡治     | 山下達郎 | ©1978 JUN & KEI MUSIC PUBLISHERS, INC. | 3:33 |
| 3. | 「SOLID SLIDER（ソリッド・スライダー）」                               | 吉田美奈子 | 山下達郎 | ©1977 FUJIPACIFIC MUSIC INC.           | 3:46 |
| 4. | 「愛を描いて -LET'S KISS THE SUN-」(〜「ドリーム・オブ・ユー」)        | 吉田美奈子 | 山下達郎 | ©1978 FUJIPACIFIC MUSIC INC.           | 4:07 |
| 5. | 「ついておいで (FOLLOW ME ALONG)」(〜「蛍の光（スコットランド民謡）」) | 吉田美奈子 | 山下達郎 | ©1978 FUJIPACIFIC MUSIC INC.           | 3:10 |
| 6. | 「LAST STEP（ラスト・ステップ）」                                      | 吉田美奈子 | 山下達郎 | ©1976 ALFA MUSIC INC.                  | 3:29 |

| #   | タイトル                                                          | 作詞       | 作曲     |                              | 時間 |
| --- | ----------------------------------------------------------------- | ---------- | -------- | ---------------------------- | ---- |
| 7.  | 「LOVE SPACE（ラブ・スペイス）」                                  | 吉田美奈子 | 山下達郎 | ©1977 FUJIPACIFIC MUSIC INC. | 3:50 |
| 8.  | 「WINDY LADY（ウインディ・レイディ）」                            | 山下達郎   | 山下達郎 | ©1976 FUJIPACIFIC MUSIC INC. | 5:03 |
| 9.  | 「CIRCUS TOWN（サーカス・タウン）」                               | 吉田美奈子 | 山下達郎 | ©1976 FUJIPACIFIC MUSIC INC. | 3:48 |
| 10. | 「素敵な午後は」                                                  | 吉田美奈子 | 山下達郎 | ©1977 FUJIPACIFIC MUSIC INC. | 4:03 |
| 11. | 「PAPER DOLL（ペイパー・ドール）」(〜「THIS COULD BE THE NIGHT」) | 山下達郎   | 山下達郎 | ©1978 FUJIPACIFIC MUSIC INC. | 3:37 |
| 12. | 「潮騒 (THE WHISPERING SEA)」                                     | 吉田美奈子 | 山下達郎 | ©1978 FUJIPACIFIC MUSIC INC. | 4:16 |

### スタッフ、クレジット
- 「COME ALONG」
- CD Mastering Engineer: Isao Kikuchi (Warner Music Mastering)
- Illustration: 鈴木英人
- Originally Released in 1980/03/21 (ART-8003)

## リリース履歴
| #  | 発売日        | リリース                               | 規格 | 品番      | 備考 |
| -- | ------------- | -------------------------------------- | ---- | --------- | --- |
| 1  | 1980年3月21日 | AIR / RVC                              | CT   | ART-8003  | カセットのみ発売。                                                                                            |
| 2  | 1983年        | AIR / RVC                              | CT   | ART-8003  | ジャケット変更による再発。                                                                                    |
| 3  | 1984年4月5日  | AIR / RVC                              | LP   | AIR-8003  | 初LP化。 |
| 4  | 1984年8月21日 | AIR / RVC                              | CD   | RACD-11   | 初CD化。 |
| 5  | 1985年6月5日  | AIR / RVC                              | LP   | RAL-8825  | 完全限定生産ピクチャー・ディスク。                                                                            |
| 6  | 1986年9月15日 | AIR / RVC                              | CD   | R32A-1022 | 品番及び価格改定による再発。                                                                                  |
| 7  | 1990年9月21日 | AIR / BMG VICTOR                       | CD   | BVCR-2506 | 品番及び価格改定による再発。ディスク表面のレーベルはメーカー共通のデザインを使用。                            |
| 8  | 1997年6月4日  | AIR / BMG JAPAN                        | CD   | BVCR-1034 | |
| 9  | 2002年5月     | AIR ⁄ BMG FUNHOUSE                     | CD   | RTB-1002  | 非売品リマスタリング盤（リマスター盤7タイトル購入特典）。ディスク表面のレーベルはオリジナル・デザインを使用。 |
| 10 | 2017年8月2日  | AIR / Ariola Japan / Sony Music Labels | CD   | BVCL-835  | 本人監修による2017年最新リマスタリング盤。                                                                    |